# Odorico de Pordenone
Odorico de Pordenone (también conocido como Odorico Mattiussi; Villanova di Pordenone (actual Italia) c. 1265 - Údine, 1331) fue un viajero y misionero franciscano de la Edad Media en el siglo XIII, que viajó por Asia iniciando en la ahora Turquía, donde se cree que atravesó  Irán, el sur de India, Sri Lanka, Sumatra, Java, Borneo, Vietnam y la costa este de China hasta Pekín; de donde se cree retornó a Europa. Según sus afirmaciones, dicho viaje le tomó 12 años (1318-1330). Sus relatos fueron, junto con las obras de otros populares exploradores como Marco Polo, las primeras descripciones documentadas y oficializadas de Asia conocidas en Occidente. Dichas crónicas junto con la de Odorico fueron la bibliografía básica durante varios siglos acerca de Oriente. Sin embargo, sus escritos y casi todos sus recuerdos de la época, eran altamente fantásticos y con profundas convicciones religiosas, por lo que muchas cualidades culturales o geográficas de Asia fueron descritas de forma exagerada y con muchas invenciones. 
Su viaje se conoce a partir de documentos eclesiásticos como la Relatio o la Chronica XXIV Generalium Ordinis Minorum, traducidas al italiano, francés y alemán. Su obra consiste en la descripción de las tierras que afirmó haber visitado, añadiendo descripciones físicas fantásticas y etnocéntricas de los habitantes, de sus costumbres y religión. En sus crónicas distingue a los pobladores no católicos por su fe religiosa: sarracenos (musulmanes), judíos, cristianos nestorianos e idólatras (hinduistas, budistas, politeístas, etc); describiendo a todos estos de manera invariable con cualidades primitivas, malignas y/o aberrantes.
También incluye la primera narración de cuatro frailes franciscanos, que afirmó habían sido ejecutados en el sur de la India debido a que los frailes ofendieron las creencias musulmanas de la región. Esto también se considera improbable ya que la región era hinduista y el sultanato de Delhi abarcaría el sur de India solo hasta 100 años más tarde. De acuerdo a sus reportes, recuperó fragmentos óseos de los mártires los cuales tenían poderes sobrenaturales, utilizándolos para convocar vientos favorables para su viaje de retorno, ya que su embarcación se encontraba varada en el océano Índico. 
Finalmente narró que el Khan del Imperio mongol se había ya subordinado a la religión cristiana al afirmar que el emperador besó la cruz que portaba Odorico en su báculo. La obra incluye descripciones de muchas culturas asiáticas, siendo únicamente las tierras controladas por el Khan descritas como civilizadas, mientras que en todas las demás presentaba sacrificios humanos y antropofagia, además de actividades ofensivas para las ideas católicas de la época, como la adoración de cualquier otro dios, las tradiciones, vestimentas, desnudez, danzas, cantos, etc. La mayoría de las costumbres, animales y hombres míticos que documentó no se observaron nunca en el futuro, con las escasas excepciones, como el vendado de pies en China y la adoración de los bovinos en India.

## Biografía
Posiblemente de origen checo, ingresó siendo adolescente al convento de San Francisco, en Údine, donde fue ordenado sacerdote en 1290. 

## Viaje a Oriente

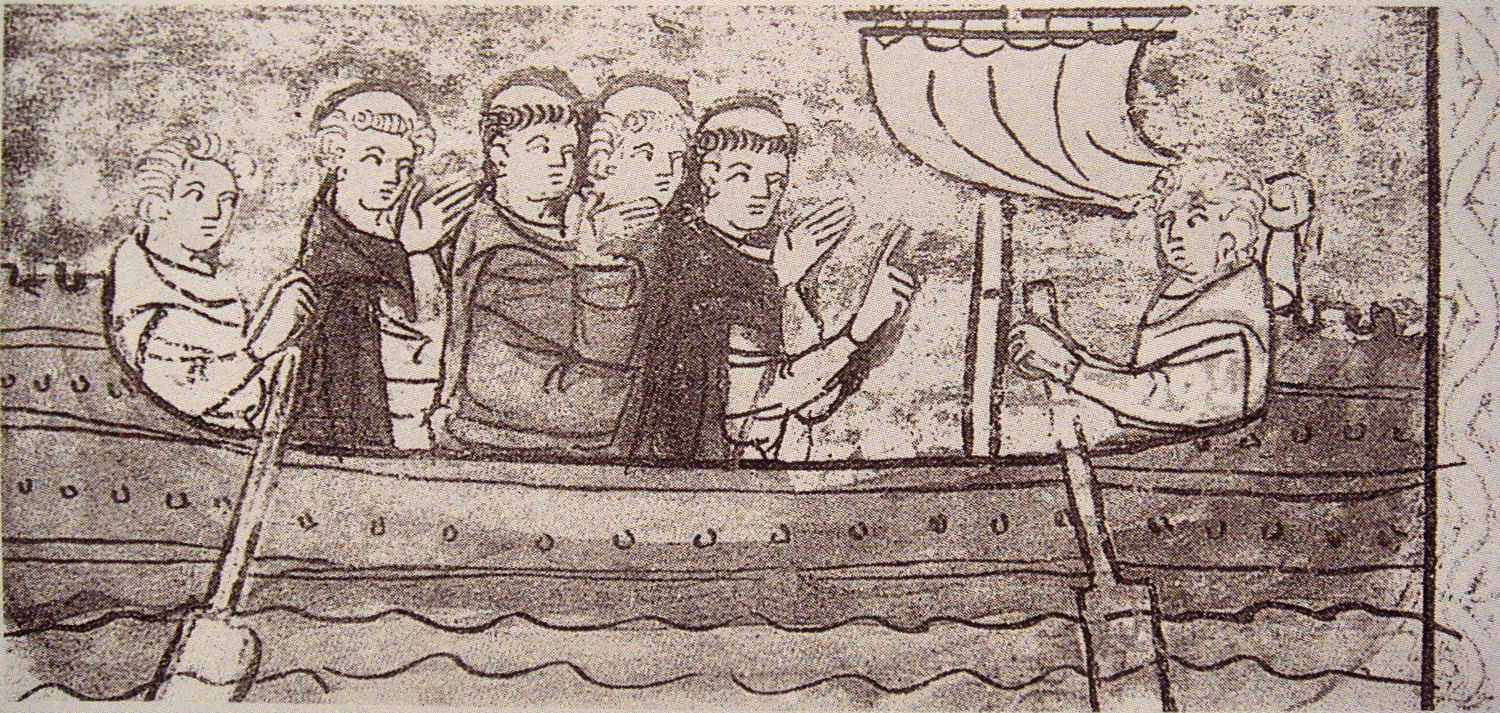
Partida de Odorico de Pordenone

Inició su viaje, alrededor de 1318, en Venecia y fue a Constantinopla; desde allí a Trebisonda, Erzurum, Tabriz y Soltaniyeh, todas ciudades donde los franciscanos tenían sedes. Pasó luego a Kashan y Yazd, para posteriormente volver a Persépolis, Shiraz y Bagdad, hasta llegar al Golfo Pérsico. En la isla de Ormuz embarcó hacia la India y llegó a Thana cerca de Bombai, donde se afirma que ahí tres franciscanos italianos y un georgiano fueron ejecutados por herejía; fray Jordanus Catalanus (Jordá Catalán), un dominico de la India, primer obispo del país en la diócesis de Quilon, cogió sus huesos y los llevó a Supera, cerca de Vasai, a menos de 50 kilómetros al norte de Bombai, donde los enterró. Oderico desenterró esos restos óseos y los llevó consigo a partir de ese momento. Visitó Malabar, Pandarani (20 km al norte de Calicut), Cranganore y Kulam o Quilon. Desde allí fue a Ceilán y después al santuario de Santo Tomás Apóstol en Maylapur, cerca de Madras.
De la India zarpó en barco hacia Sumatra, y visitó algunos puertos del norte de la isla para pasar a la isla de Java, a Borneo y a Champa (sur de Vietnam), hasta llegar a Cantón o Guangzhou, que en ese tiempo se llamaba Chin-Kalan. De Guangzhou viajó a los puertos de Fujian, y en uno de dichos puertos, Zayton (actual Xiamen o Amoy), fundó dos casas de los franciscanos, donde fueron depositados los huesos de los frailes que llevaba.
Más tarde, fue a Fuzhou y Zhejiang, pasando por Hangzhou, entonces conocida como Cansay, Khanzai o Quinsai (Residencia Real). A esta, Odorico la describe como la ciudad más grande del mundo. Siguió a Nanjing cruzando el río Yangtsé, y por el Gran Canal de China llegó a la sede del Gran Khan, la ciudad de Kambalik o Cambaluc, (la moderna Pekín), donde estuvo tres años (entre 1324 a 1327).
Emprendió su regreso a Europa atravesando las tierras de un reino imaginario perteneciente al preste Juan (presuntamente entre Mongolia) y el Tíbet, donde pudo visitar Lhasa, siendo, de ser cierto, el primer europeo en hacerlo. Desde allí, volvió a Persia cruzando la tierra de los asesinos en los montes Elburz. La siguiente indicación en sus reportes es que ya se encontraba en Venecia y solo se sabe que pasó por Tabriz. La vaguedad en la parte final de su viaje contrasta con los detalles y la claridad de la primera parte.

## Regreso a Europa
En 1330 en Padua dictó a Guillermo de Solagna la historia de sus viajes, que más adelante fueron traducidos al francés, alemán e italiano. Deseando reunirse con el papa, que residía en Aviñón, para informarle sobre la situación de las misiones en el Oriente, Odorico partió para esta ciudad, pero se dice cayó enfermo en el camino, cerca de Pisa; volvió entonces a Údine, donde se cree murió diez días después de su llegada.
Los rumores sobre sus viajes llenos de fantasía y los supuestos milagros póstumos que se le atribuyeron se volvieron muy populares en Europa.

## Contexto histórico

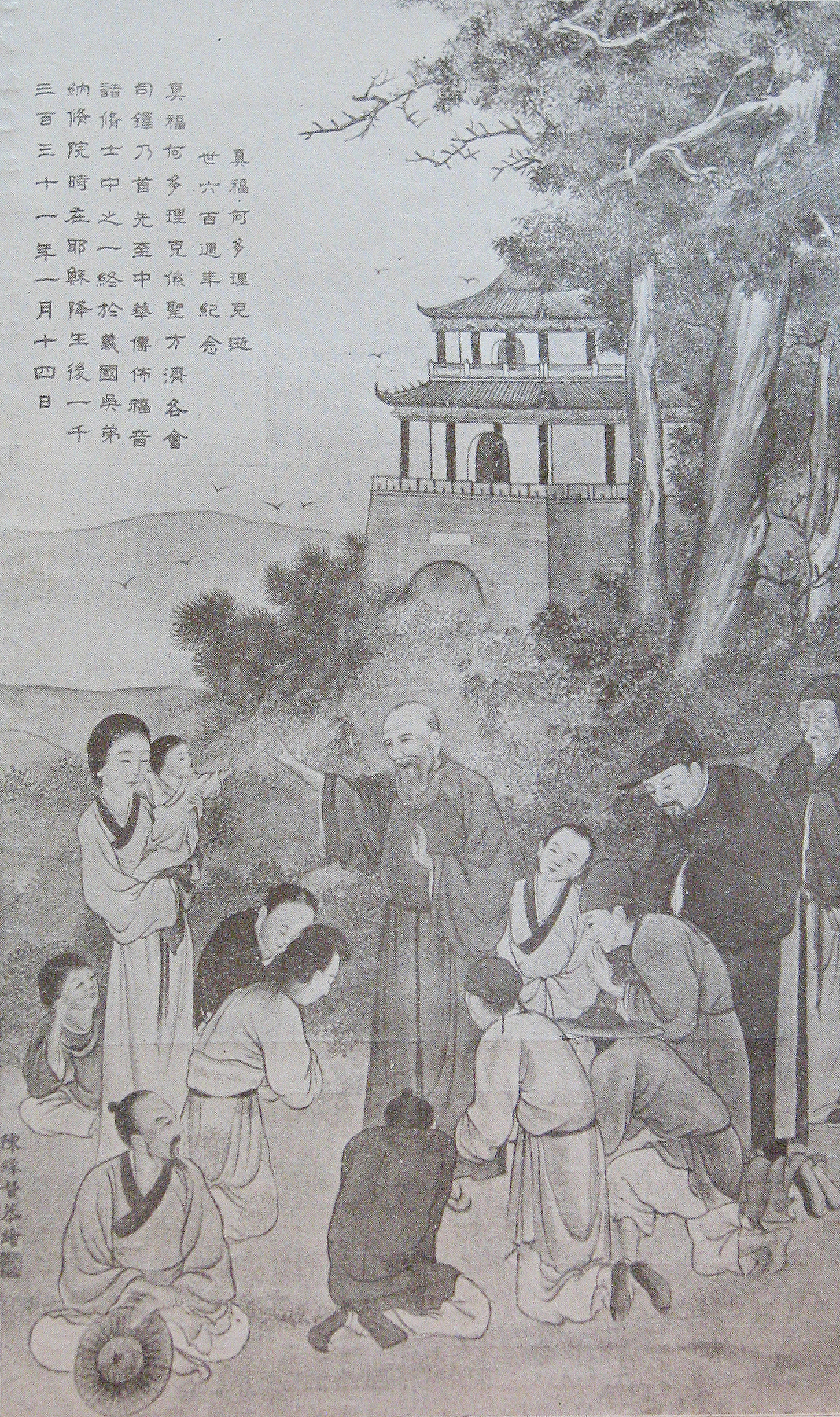
Odorico de Pordenone predicando en China

El viaje de Odorico se da en el contexto de las iniciativas diplomáticas iniciadas por el papa Inocencio IV que envió embajadores franciscanos al Imperio mongol en 1254, fundándose en los años siguiente algunos conventos en Asia. El primer intento misionero, el de Juan de Plano Carpini, compañero de san Francisco, no había tenido el éxito esperado; más tarde, otro franciscano italiano, Juan de Montecorvino, llegó a China fundando la sede de Kambalik, en la capital del Imperio mongol y sede del Gran Khan. También otros viajeros europeos como Niccolò, Marfeo, y Marco Polo realizaron viajes a Oriente en 1260, 1271 y 1291.

## Obra de sus Viajes
Existen, en varias bibliotecas del mundo, alrededor de 73 manuscritos y muchos volúmenes impresos del relato de Odorico, ya sea en latín o en diversas lenguas modernas. En la Biblioteca Nacional de Francia de París se conserva un manuscrito que data de 1350. La primera versión publicada en francés es del año 1529.[cita requerida] La edición más reciente proviene de la traducción de Henry Yule, quien la tradujo al inglés en 1866.

## Ejecución de los frailes en Tana
En este relato narra lo que afirma sucederle a misioneros católicos en la región de Tana, ahora Kollam, donde se cree que sucedió alrededor de 1321. Odorico afirma que el suceso empezó con la disputa personal del matrimonio dueño del hogar donde estaban hospedados, al ir la esposa a reclamar al religioso local (cadi) sobre el conflicto. La esposa entonces afirmó que los frailes fueron testigos del problema y fueron llamados a testificar. Los frailes no participaron en la resolución del problema matrimonial sino que disputaron las creencias religiosas del cadi, así como argumentaron la superioridad de su religión sobre la local. La discusión culminó con un insulto a la religión musulmana.

Respondo entonces, y te digo que Mahoma es el hijo de la perdición, y tiene su lugar en el infierno con el diablo como padre, y no solo el sino todos aquellos que lo siguen y guardan sus leyes, falso como es, y pestilente y maldecido, hostil a dios y a la salvación de las almas.
Odorico de Pordenone, The travels of Friar Odoric 

Después de este acontecimiento, fueron condenados a morir en la hoguera, siendo arrojados al fuego, pero de acuerdo con los reportes de Odorico, los frailes no sufrieron heridas; acto seguido se dice que se les agregó aceite y aun así no se incendiaban. Finalmente fallecieron por la vía de la ejecución manual con espadas, hasta que los frailes se compadecieron de los verdugos, ya que estos últimos temían por sus vidas y las de sus familias al no poder ejecutar a los condenados. Al fallecer ellos, Odorico afirma que el cielo brilló y que la Luna cambió de color y brillo, después  sucedieron tormentas, rayos y bolas de fuego. Sus restos se dice que fueron recuperados por cristianos locales y utilizados por Odorico años más tarde para usarlos como instrumentos de invocación de vientos marinos entre otras cualidades ficticias.
Los acontecimientos fueron la base de la santificación de estos frailes por la iglesia católica, sin embargo, el conflicto entre religiosos cristianos y musulmanes es improbable ya que India en ese tiempo era regida en su mayoría por religiosos locales y no musulmanes.